# Jan Toorop
Jan Toorop, celým jménem Johannes Theodorus Toorop (20. prosince 1858 Purworejo – 3. března 1928 Haag) byl nizozemský malíř, představitel uměleckého hnutí amsterdamských impresionistů. 

## Život
Narodil se v rodině míšenců (Indos) na Jávě jako třetí z pěti dětí. Jeho otec byl nizozemský koloniální úředník, matka pocházela ze svazku britského námořního důstojníka s domorodou ženou. Vyrůstal na ostrově Bangka, kde jeho otec řídil cínové doly, ve věku jedenácti let odešel do Nizozemska. Studoval na polytechnice v Delftu a malířských akademiích v Amsterdamu a Bruselu, patřil k žákům Augusta Allebého. 
V roce 1884 vystavoval v pařížském Salonu nezávislých. Byl členem uměleckého sdružení Les XX., k jeho uměleckým souputníkům patřili James Ensor, Antoon Derkinderen a William Degouve de Nuncques. Byl průkopníkem pointilismu v nizozemském malířství, později se posunul k symbolismu a ve svém bohatě ornamentálním stylu uplatnil zkušenosti s indonéskou výtvarnou tradicí. Věnoval se portrétu i krajinomalbě, zpracovával také sociální náměty, navrhoval knižní vazby, divadelní plakáty i blankety státních válečných dluhopisů, vytvořil mozaiku v amsterdamském sále Beurs van Berlage. Průlomovým dílem secese byla jeho reklama na olej delftské firmy NOF, podle níž se v Nizozemsku říká secesi slaoliestijl (styl salátového oleje) a jejíž estetika výrazně ovlivnila Gustava Klimta.
Vedl nevázaný bohémský život a nakazil se syfilidou, jejímiž následky po zbytek života trpěl. Pobýval v přímořském letovisku Domburg, kde nechal vybudovat výstavní pavilon Kotje van Toorop. Často také navštěvoval vesnici Oosterbeek a jeho inspirátorkou se stala místní spisovatelka a výtvarnice Miek Janssenová, mladší o více než třicet let. V závěru života vstoupil do římskokatolické církve a tvorba z tohoto období se vyznačuje náboženskou exaltovaností.
Jeho dcera Charley Tooropová byla rovněž malířkou. Tooropova díla vystavuje Rijksmuseum Amsterdam, Kunstmuseum Den Haag a Museum de Fundatie ve Zwolle, v Haagu byl odhalen jeho pomník od Johna Rädeckera.

## Dílo

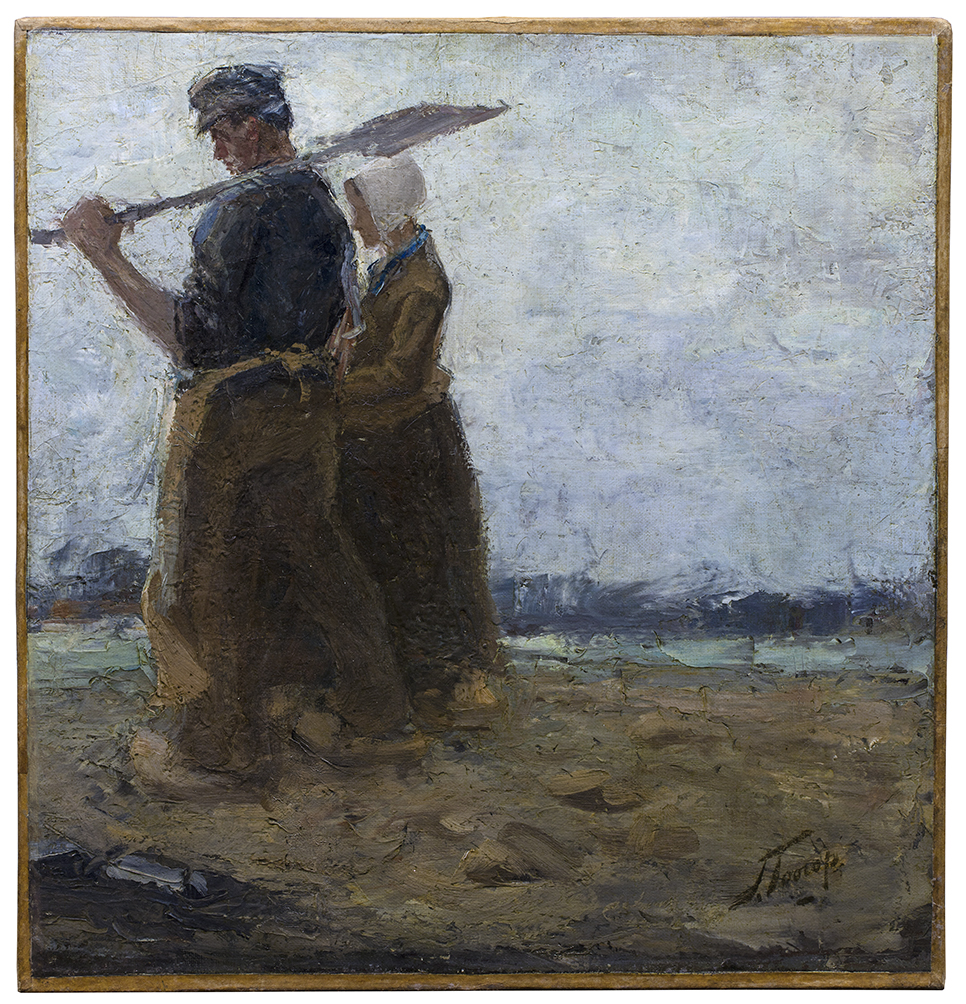
Návrat domů, 1885
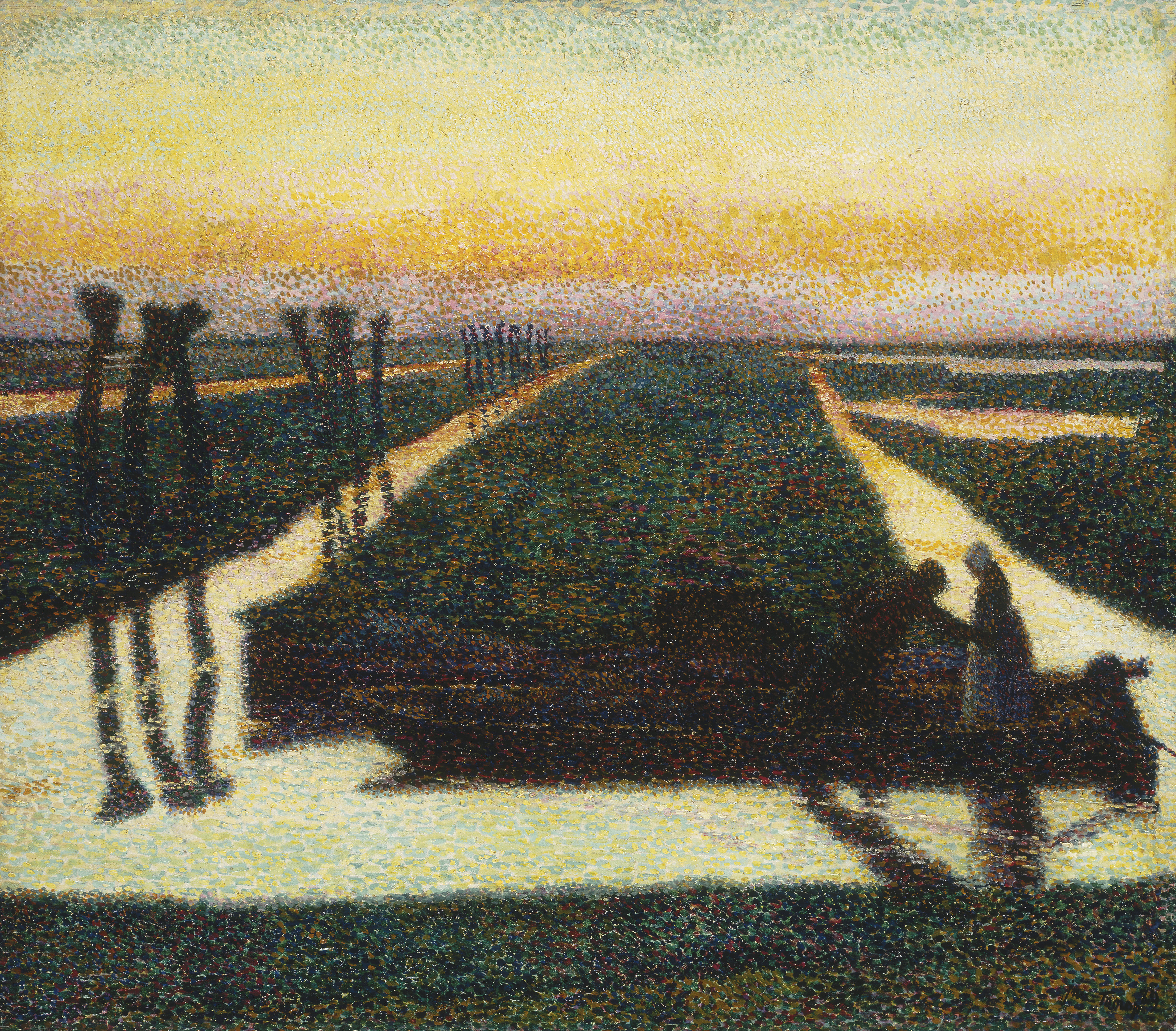
Broek in Waterland, 1889
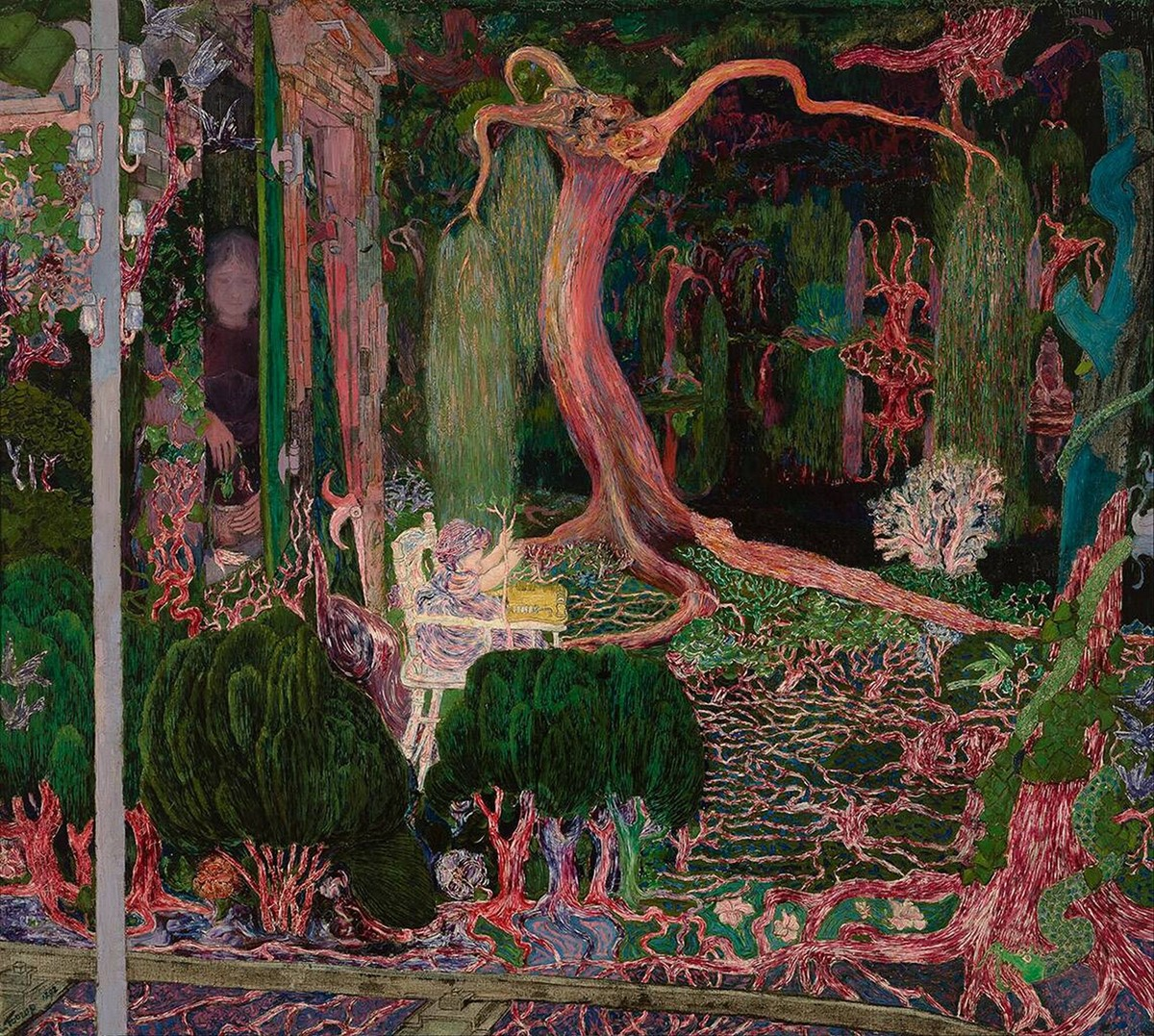
Nová generace, 1892
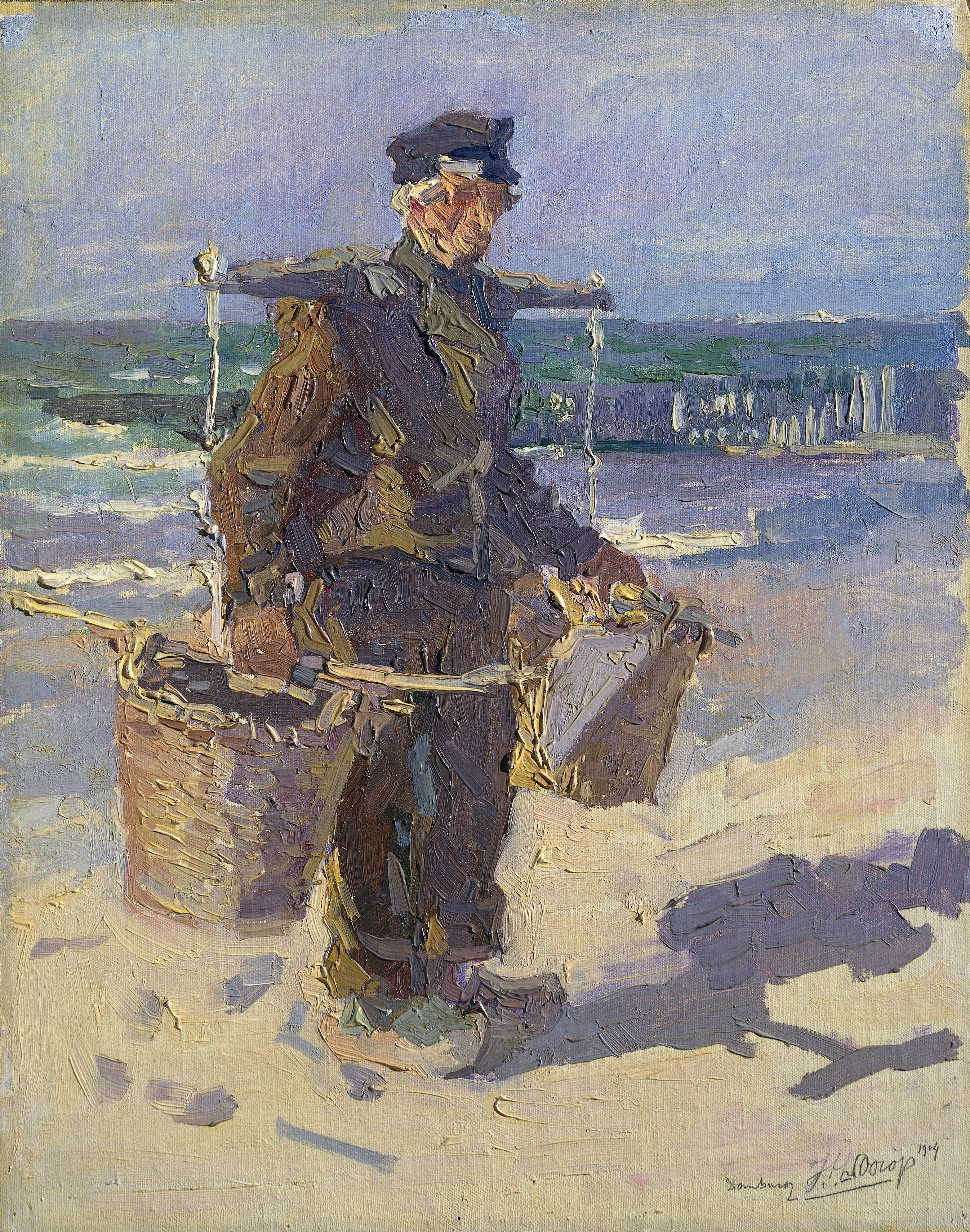
Sběrač mušlí, 1904
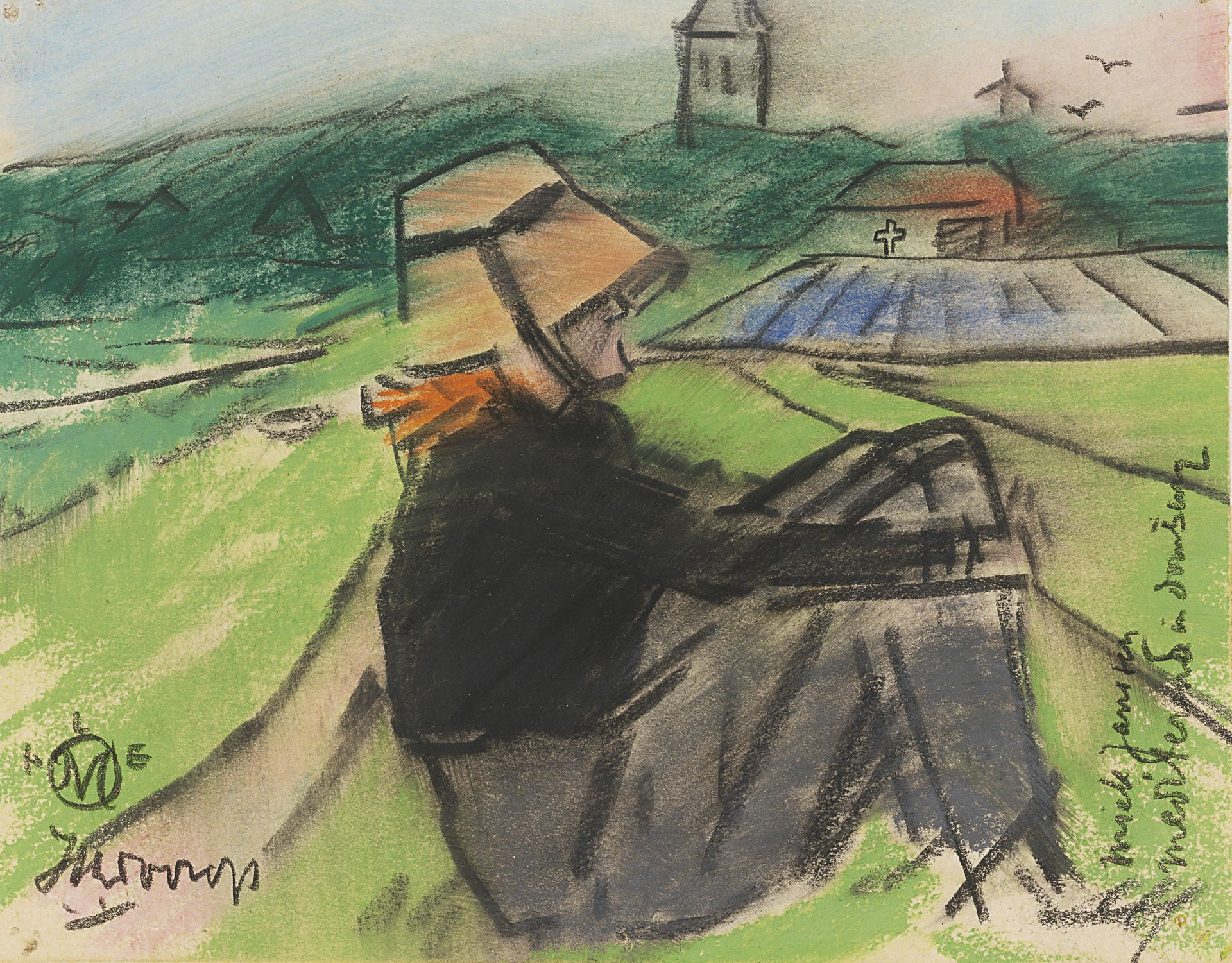
Miek Janssenová v Domburgu, asi 1918
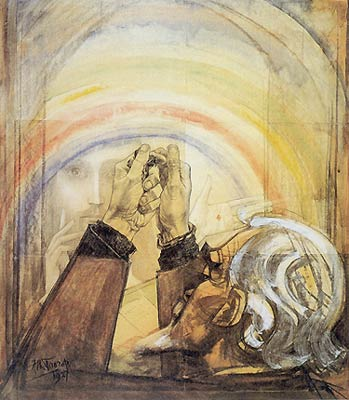
Modlitba (autoportrét), 1927